# Søren Grammel
Søren Grammel (* 1971 in Burgwedel) ist ein deutscher Kurator.

## Leben
Søren Grammel machte die Studiengänge Kulturwissenschaften und ästhetische Praxis an der Universität Hildesheim und Creative Curating am Goldsmiths College, University of London.
Er volontierte von 1999 bis 2000 am Frankfurter Kunstverein, dessen Neuausrichtung unter Nicolaus Schafhausen er begleitete. Danach kuratierte er die neunte Edition der Videonale (2001) in Bonn. Von der mittlerweile aufgelösten Stiftung Germinations Europe erhielt Grammel das Stipendium Junge europäische Kuratoren, das ihn zwischen 2001 und 2002 nach Polen führte.
Von 2002 bis 2004 arbeitete er als Kurator am Kunstverein München, dessen Programm er gemeinsam mit Maria Lind nach Prinzipien des New Institutionalism gestaltete – beispielsweise durch die Ausstellung Telling Histories mit Liam Gillick (2003). 2004 wechselte er als wissenschaftlicher Mitarbeiter an die Kunsthochschule Kassel und veröffentlichte die Monografie Ausstellungsautorschaft: Die Konstruktion der auktorialen Position des Kurators bei Harald Szeemann. Parallel unterrichtete er an der Art Academy Umeå. Sein dort gemeinsam mit dem Autor Jan Verwoert erarbeitetes Rechercheprojekt We invite all wurde Anfang 2005 in der Ausstellung Whatever happened to social democracy am Rooseum in Malmö gezeigt.
Von 2005 bis 2011 war Grammel künstlerischer Leiter des Grazer Kunstvereins. In diesem Zeitraum entstanden neben Einzelausstellungen wie Mladen Stilinović (2006) auch die thematischen Ausstellungen Public Folklore (2011) oder Die Blaue Blume mit Katarzyna Kobro, die in der Rubrik Best-Themed-Shows 2007 der Zeitschrift frieze  gelistet war. Am 1. Januar 2012 wurde Grammel Direktor des Kölnischen Kunstvereins. Hier entstanden Ausstellungen mit Janice Kerbel, Hilary Lloyd, Silke Otto-Knapp (2012) oder Thea Djordjadze (2013).
Er schied in Köln vorzeitig aus seinem Fünfjahresvertrag aus, um ab dem 1. November 2013 die Leitung des Museum für Gegenwartskunst (MGK) in Basel zu übernehmen, das 2016 in Kunstmuseum Basel Gegenwart umbenannt wurde. 2017 kuratierte er mit Richard Serra: Films and Videotapes die international erste Ausstellung, die allein dem kompletten filmischen Schaffen Serras gewidmet war. Das Projekt Martha Rosler & Hito Steyerl: War Games wurde von verschiedenen Zeitungen zu den wichtigsten Ausstellungen des Jahres 2019 gezählt. Im Oktober 2020 beendete  Grammel seine Tätigkeit an Basler Museum. Grammel kuratierte 2021 die Sonderausstellung Isa Genzken – Werke von 1973 bis 1983 in der Kunstsammlung Nordrhein-Westfalen, K 21.
Grammel übernahm zum 1. April 2022 in der Nachfolge von Ursula Schöndeling die Leitung des Heidelberger Kunstvereins.
Grammels Arbeiten sind geprägt vom wiederkehrenden Motiv der Verbindung von Kunst und gesellschaftlichen Themen.

## Kuratierte Ausstellungen (Auswahl)
- Isa Genzken Werke von 1973 bis 1983, im Kunstmuseum Basel (in Kooperation mit der K21 Kunstsammlung Nordrhein-Westfalen Düsseldorf), 2020/21[20]
- Circular Flow. Zur Ökonomie der Ungleichheit, Kunstmuseum Basel, 2019/20; Rezension von Johannes Halder im Deutschlandfunk Kultur Fazit vom 9. Dezember 2019: „Circular Flow“ im Kunstmuseum Basel. Von Sklaven und modernen Leibeigenen
- Martha Rosler & Hito Steyerl: War Games, Kunstmuseum Basel[21] 2018–2019
- Joëlle Tuerlinckx – Nothing for Eternity, Kunstmuseum Basel[22] 2016–2017
- Von Bildern. Strategien der Aneignung, Kunstmuseum Basel[23], u. a. mit Harun Farocki, 2015–2016
- Joseph Beuys – Installationen, Aktionen, Vitrinen, Kunstmuseum Basel[24], seit 2014 (Dauerausstellung)
- One Million Years – System & Symptom, Kunstmuseum Basel[25], u. a. mit Hanne Darboven, 2014–2015
- Le Corbeau et le Renard – Aufstand der Sprache mit Marcel Broodthaers, Kunstmuseum Basel[26] 2014
- A wavy line is drawn across the middle of the original plans, Kölnischer Kunstverein[27], u. a. mit Chantal Akerman, 2012
- Es ist schwer das Reale zu berühren (It is Hard To Touch the Real), Grazer Kunstverein[28], u. a. mit Anri Sala, 2010
- Idealismusstudio, Grazer Kunstverein & Steirischer Herbst[29], u. a. mit Nora Schultz, 2008
- Eine Person allein in einem Raum mit Coca-Cola-farbenen Wänden, Grazer Kunstverein[30], u. a. mit Sanja Iveković, 2006
- Videonale 9, Bonner Kunstverein, Künstlerforum Bonn und Gesellschaft für Kunst und Gestaltung, Bonn[31], u. a. mit Hito Steyerl, 2001
- Eine Munition unter anderen, Frankfurter Kunstverein[32], u. a. mit Wolfgang Tillmans, 2000

## Schriften (Auswahl)
- Martha Rosler & Hito Steyerl: War Games, Manual 09, Kunstmuseum Basel 2018, ISBN 978-3-7204-0240-8.
- mit Tom Holert: Richard Serra – Films and Videotapes, Manual 07, Kunstmuseum Basel 2017, ISBN 978-3-7204-0235-4.
- Joëlle Tuerlinckx, Manual 06, Kunstmuseum Basel 2016, ISBN 978-3-7204-0233-0.
- Von Bildern. Strategien der Aneignung, Manual 04, Kunstmuseum Basel 2015, ISBN 978-3-7204-0226-2.
- One Million Years – System und Symptom, Manual 02, Kunstmuseum Basel 2014, ISBN 978-3-7204-0215-6.
- Le Corbeau et le Renard – Aufstand der Sprache mit Marcel Broodthaers, Manual 01, Kunstmuseum Basel 2014, ISBN 978-3-7204-0212-5.
- Janice Kerbel, Hilary Lloyd, Silke Otto-Knapp, Kölnischer Kunstverein 2012, ISBN 978-3-9815203-2-3.
- A Wavy Line is Drawn Across the Middle of the Original Plans, Kölnischer Kunstverein 2012, ISBN 978-3-9815203-0-9.
- Der symbolische Auftraggeber / The Symbolic Commissioner, Sternberg Press, Berlin / New York 2010, ISBN 978-1-934105-35-1.
- hrsg. mit Mari Laanemets: Mladen Stilinovic: On Money and Zeros. Grazer Kunstverein & Revolver, Archiv für Aktuelle Kunst, Berlin 2008, ISBN 978-3-86895-003-8.
- Bernd Krauß: Für die hinterm Vorhang leben, Grazer Kunstverein & Revolver, Archiv für Aktuelle Kunst, Berlin 2007, ISBN 978-3-86588-413-8.
- mit Maria Lind: Es ist schwer das Reale zu berühren (It is Hard To Touch the Real), Grazer Kunstverein & Revolver, Archiv für Aktuelle Kunst, Frankfurt am Main 2006, ISBN 978-3-86588-338-4.
- Eine Person allein in einem Raum mit Coca-Cola-farbenen Wänden, Grazer Kunstverein & Revolver, Archiv für Aktuelle Kunst, Frankfurt am Main 2006, ISBN 978-3-86588-337-7.
- Ausstellungsautorschaft: Die Konstruktion der auktorialen Position des Kurators bei Harald Szeemann, Revolver, Archiv für Aktuelle Kunst, Frankfurt am Main 2005, ISBN 3-86588-079-7.
- Get Out! An Exhibition on the Subject of Going Away, Arcult Media Verlag, Bonn 2002, ISBN 3-930395-44-4.
- Videonale 9, Videonale e.V., Bonn 2001.
- Eine Munition unter anderen, Frankfurter Kunstverein Hefte 1/00, Frankfurt am Main 2000, ISSN 1438-2555.